# Jan Swammerdam
Jan Swammerdam (Amsterdam, 12 de febrer de 1637 – ibidem, 15 o 17 de febrer de 1680), fou un naturalista neerlandès.
Estudià a Leiden i dedicà una gran part de la seva vida a les observacions microscòpiques, comentades en forma de notes, que encara eren inèdites a la seva mort. Quan les publicà el seu compatriota Boerhaave (1737), sorprengueren el món culte, que hi trobà no sols descripcions de fets desconeguts, sinó interpretacions curioses, com la de la presència en miniatura de l'ésser adult en l'ou de la mare, teoria compartida per Vallisnieri i altres autors i coneguda amb el nom de preformacionisme.